# Hamirpur (huyện)
Huyện Hamirpur là một huyện thuộc bang Himachal Pradesh, Ấn Độ. Thủ phủ huyện Hamirpur đóng ở Hamirpur. Huyện Hamirpur có diện tích 1118 ki lô mét vuông. Đến thời điểm năm 2001, huyện Hamirpur có dân số 412009 người.